# Dahouët
Dahouët est un petit port breton situé sur la commune de Pléneuf-Val-André. La route menant à cette commune depuis Lamballe descend doucement dans ce port, passant au pied même du moulin à marée (construit en 1821) avant de se subdiviser d'une part vers la station balnéaire du Val-André et d'autre part vers le centre-bourg de Pléneuf.
Même si quelques rares chalutiers y jettent encore leurs amarres, il s'agit uniquement d'un port de plaisance, offrant environ 185 places sur bouée (port à échouage) et, depuis 1989, 313 places dans un bassin à flot le bassin des Salines.
Son caractère naturel, son patrimoine et quelques commerces (antiquités, crêperies, ... ) en font un site important pour le tourisme du secteur.
Notre-Dame-de-la-Garde est la gardienne de ce port ; c'est une grande statue de la Vierge qui se situe sur le sentier des douaniers.
Le sentier des douaniers permet de rejoindre la plage du Val-André en moins d'une demi-heure d'un parcours très agréable. À l'opposé, au fond du port, on peut emprunter le sentier sauvage qui suit en s'enfonçant dans les terres le ruisseau la Flora.
Une école de voile est installée sur les hauteurs du port. Les jeunes enfants s'entraînent chaque jour d'été sur l'étang à marée au fond du port, les plus grands et les adolescents lançant leurs dériveurs depuis la plage du Val-André ou le port de Piégu.

## Histoire

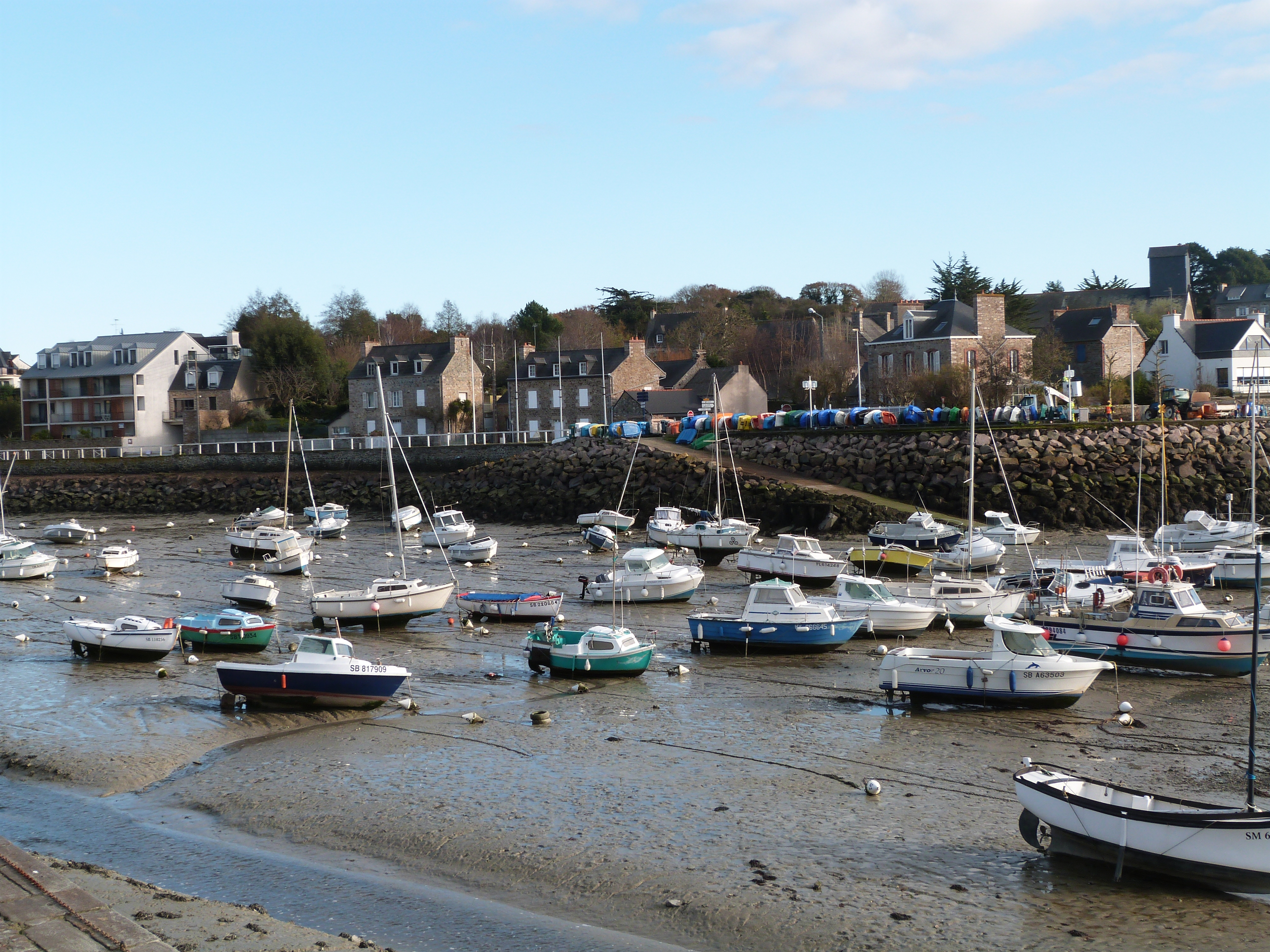
Le port à échouage.

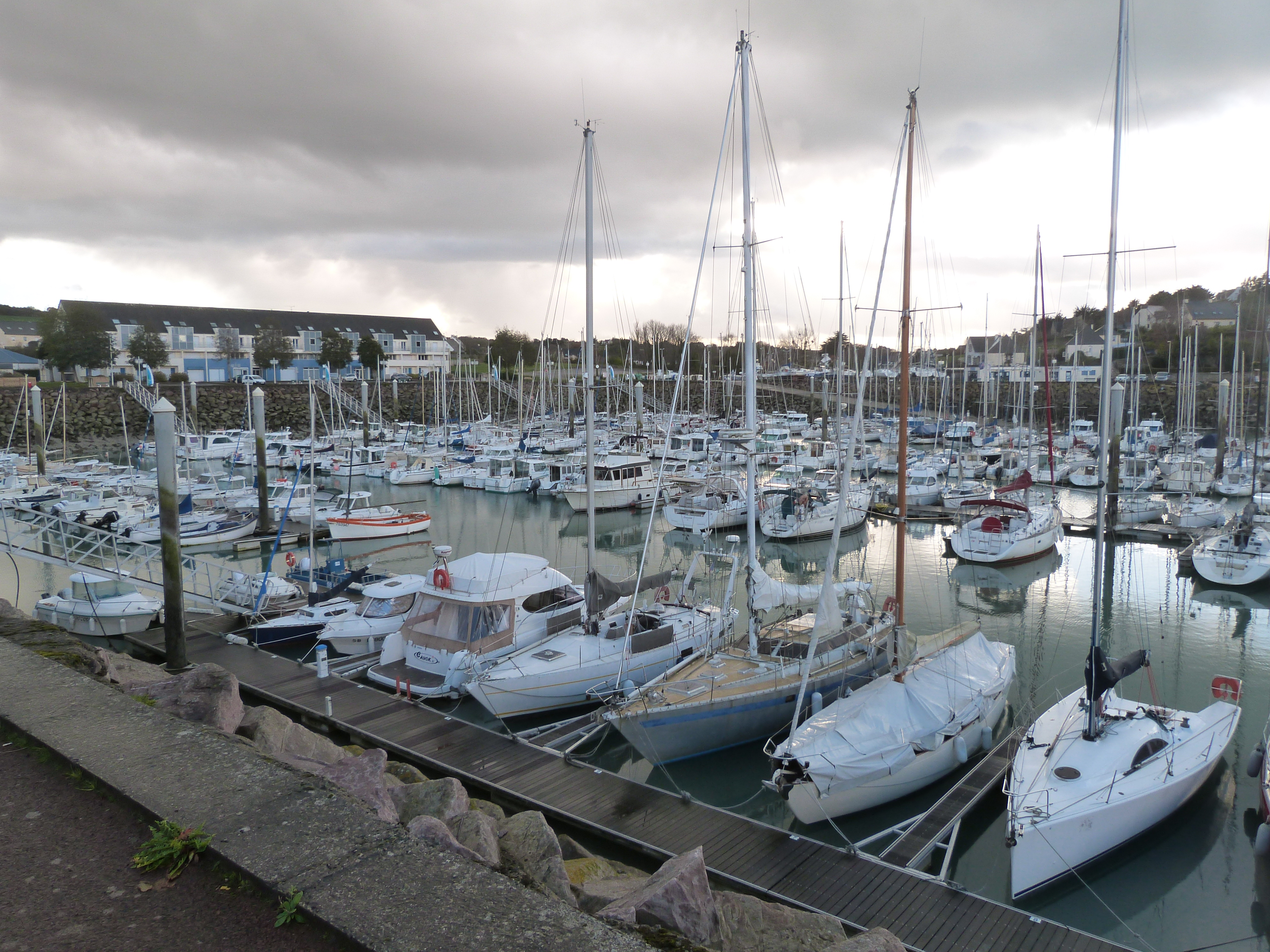
Bassin à flot, dit Bassin des Salines.

Le caractère naturel de cet abri pour les navigateurs permet de croire à une grande ancienneté de ce port.
Dès les premières années du XVIe siècle, des bateaux armés dans ce port vont à la pêche à la morue à Terre-Neuve et surtout en Islande, les marins de ce secteur étant déjà réputés pour leur connaissance des côtes septentrionales de l'Amérique du Nord. Aujourd'hui, la rue des Islandais et le quai des Terre-neuvas sont encore là pour en témoigner.
Dahouët a connu une grande activité comme port de commerce, participant à l'exportation de produits agricoles (pommes de terre par exemple) et l'importation de divers matériaux (engrais, charbon, chaux…)
Les armements à la grande pêche furent aussi nombreux. Les armateurs résidaient à l'origine à Pléneuf, puis pour certains d'entre eux à Dahouët. Plusieurs maisons d'armateurs sont encore visibles sur le quai. Une cale porte le nom de l'armateur Léon Hamonet, père du peintre du même nom.
La pêche resta un moment la seule activité quand, faute de trafic suffisant, Dahouët fut déclassé comme port de commerce.
Aujourd'hui encore, une poignée de chalutiers d'armateurs dahouëtins rentrent régulièrement leur pont chargé de poissons, crustacés, praires et coquilles Saint-Jacques de la baie de Saint-Brieuc. Mais le plus gros de cette activité s'est depuis la fin du XXe siècle déplacée et concentrée sur le port d'Erquy qui dispose d'une criée.
En septembre 1999, après la construction et la mise à l'eau de sa dernière construction, le dernier chantier naval travaillant le bois à Dahouët a fermé ses portes. Depuis, plusieurs ateliers de mécanique navale et de services à la plaisance se sont développés dans les alentours.
Le 31 octobre 2020, l'André-Yann I, le dernier chalutier coquillier du port de Dahouët a quitté le quai des Terre-Neuvas, où il s'abritait depuis 31 ans, pour gagner Saint-Malo. Le port de Dahouët n'abrite plus que deux petits bateaux de pêche, mais conserve toutefois pour l'instant son statut de port de pêche.

## Personnalités liées à la commune
- Guillaume Poulain, seigneur de Maulny et de Licantois, capitaine corsaire de "La Françoise" de Dahouët, en 1523, armé par son frère Jean, seigneur de Villesalmon, avec commission de course du vice-amiral de Bretagne.
- Armand Waron, député et maire de Saint-Brieuc sous la Troisième République.

## Divers
- Le chanteur Thomas Fersen fait référence au port dans sa chanson A Dahouët, parue sur l'album Le Bal des oiseaux.
- La séquence de fin du film La Septième Compagnie au clair de lune est tournée à Dahouët.

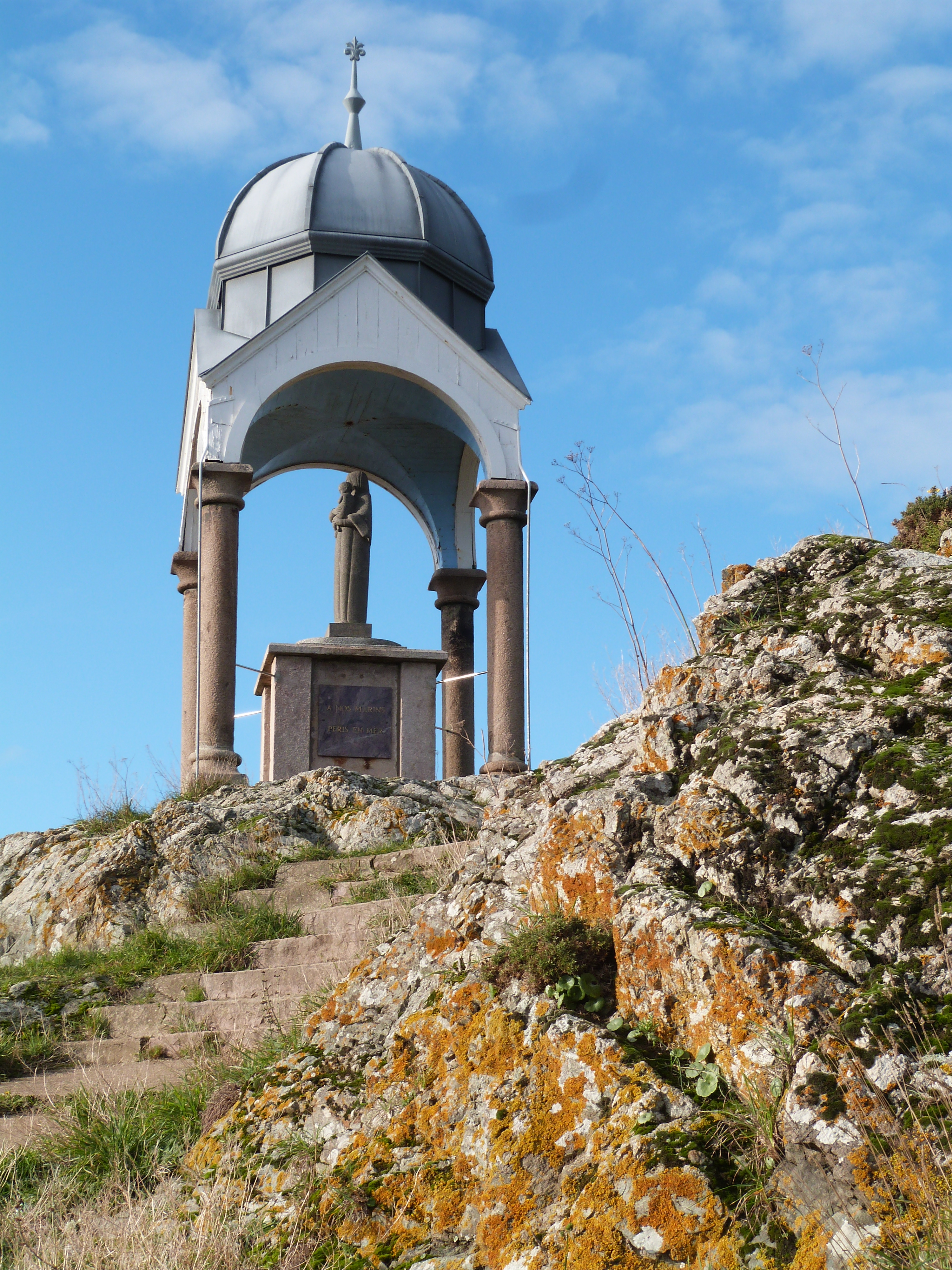
L'oratoire de Notre-Dame-de-la-Garde.
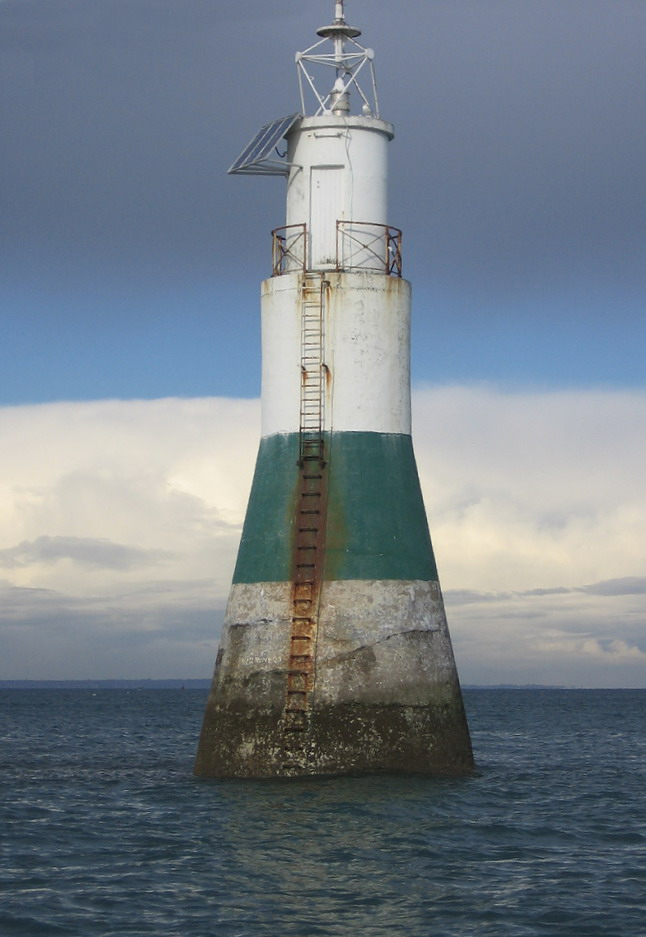
Phare de la Muette.
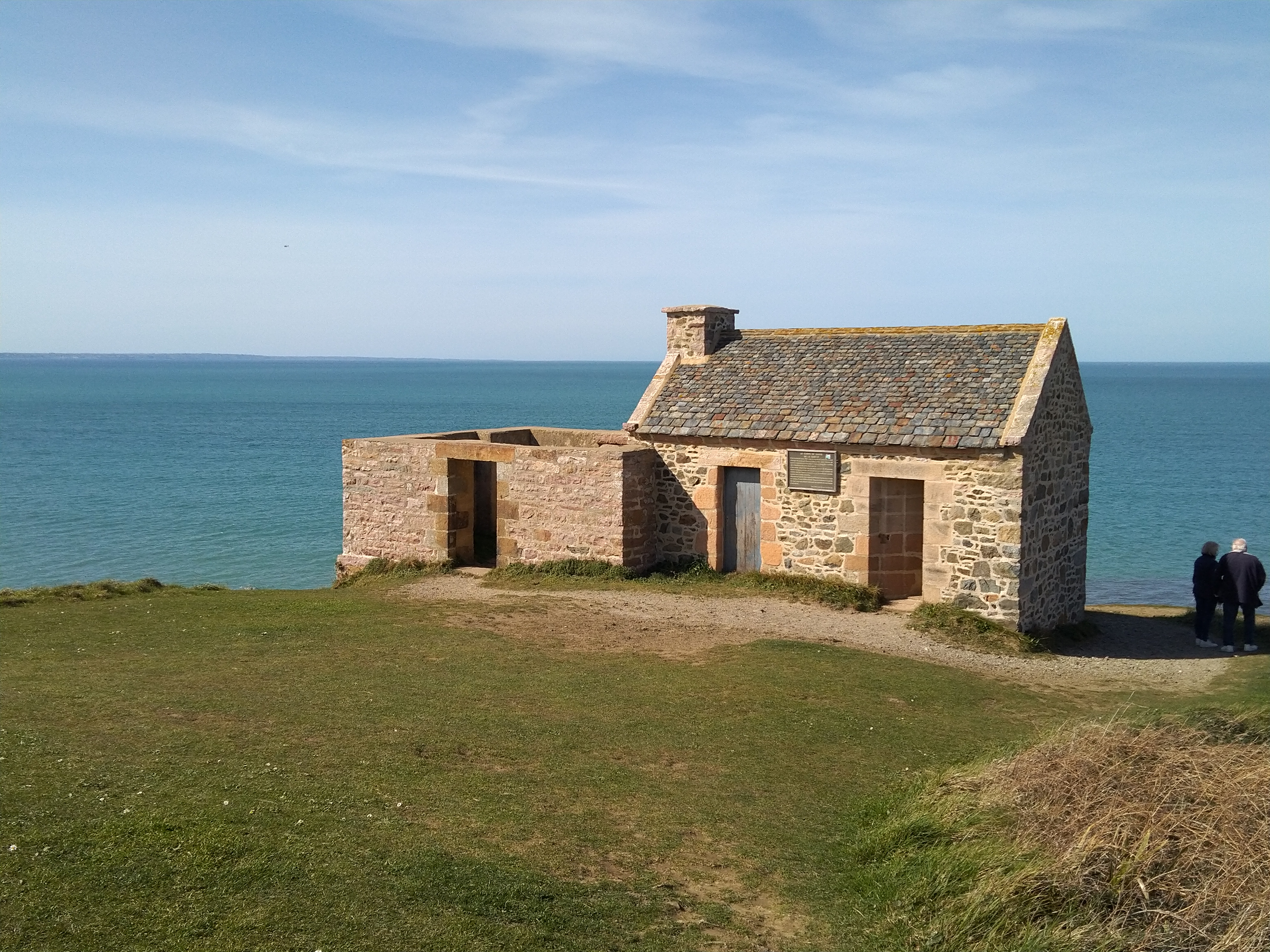
Corps de garde de la Guette.
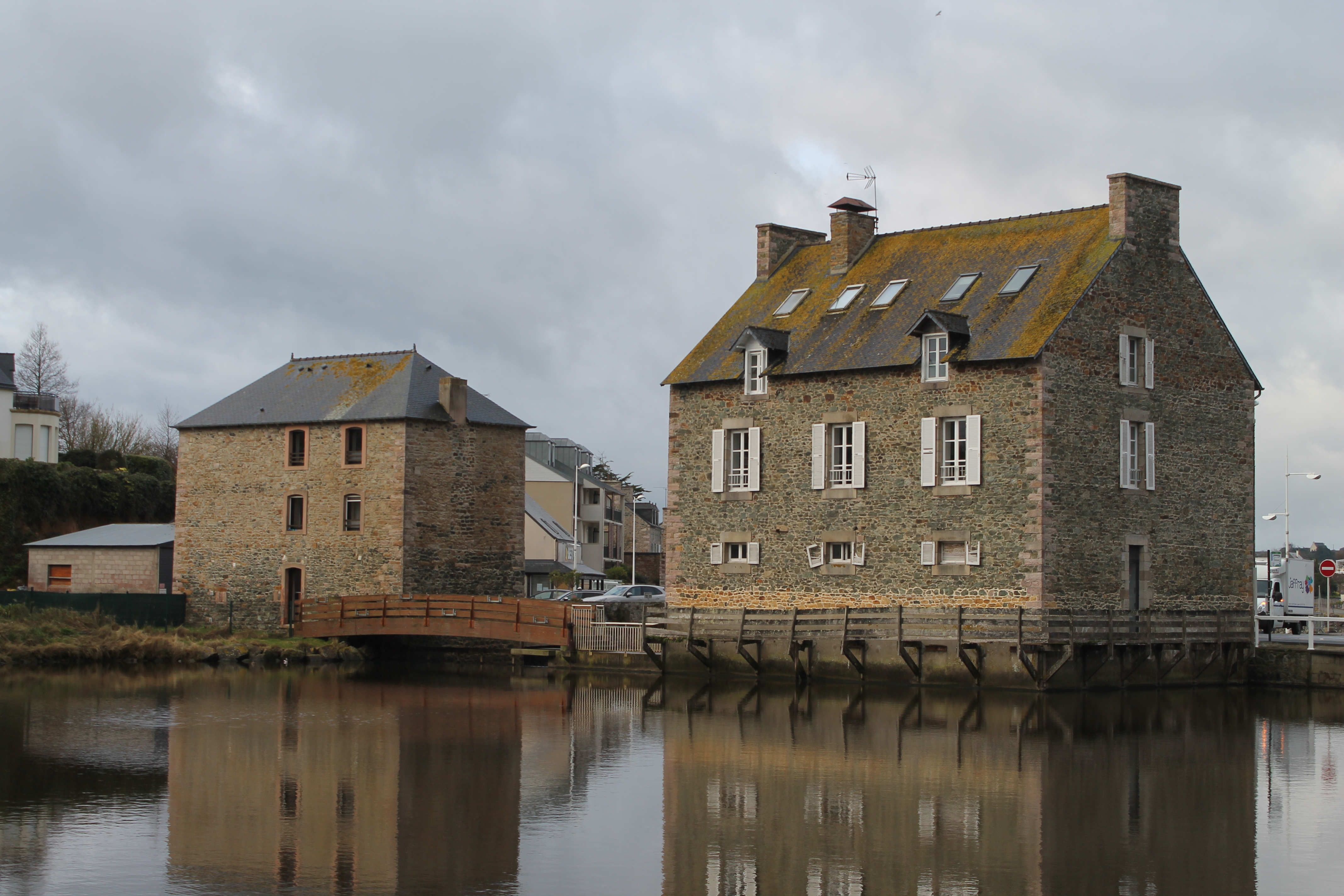
Ancien moulin à marée et ancien entrepôt.
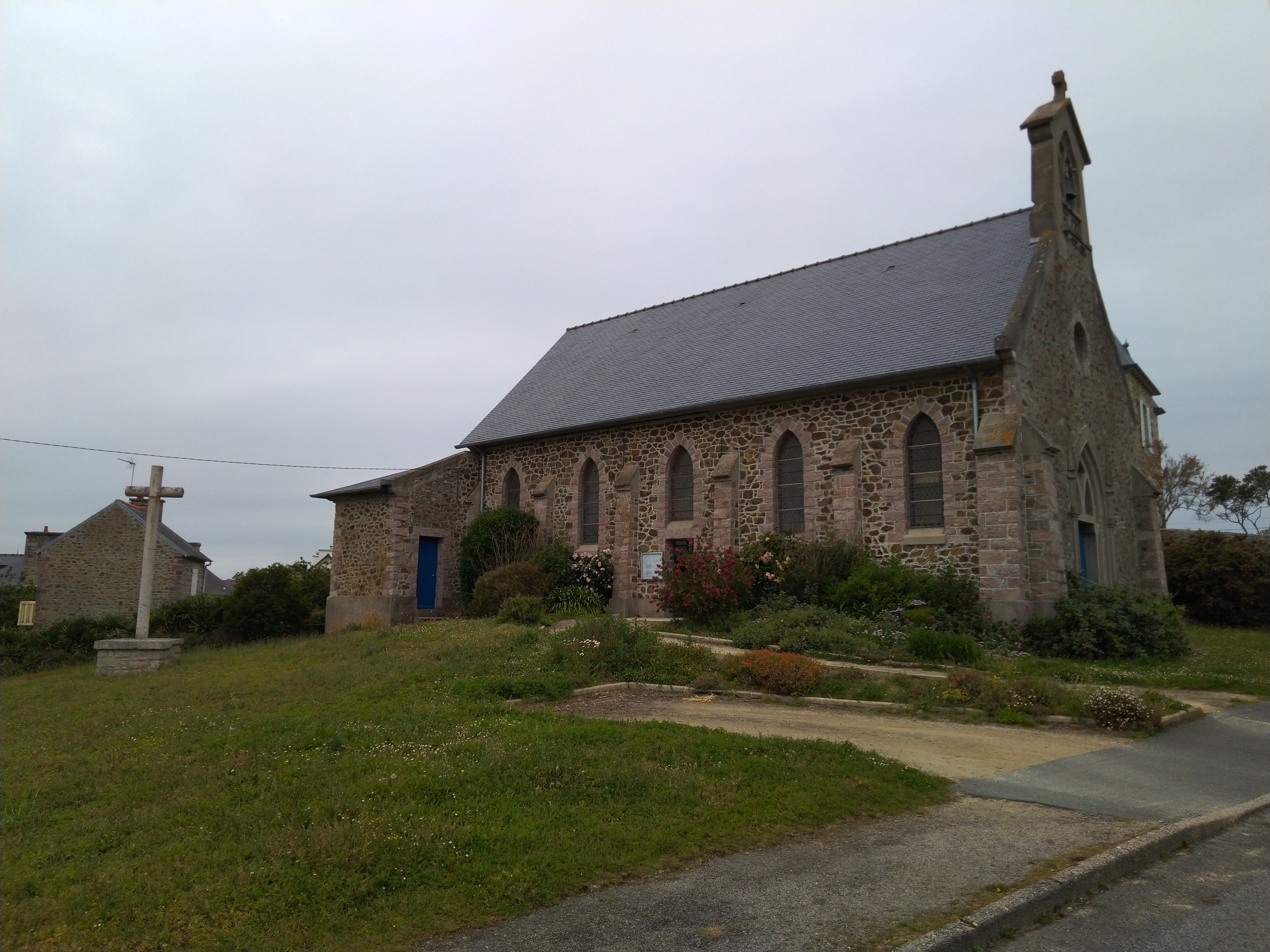
Chapelle Notre-Dame-de-la-Garde.
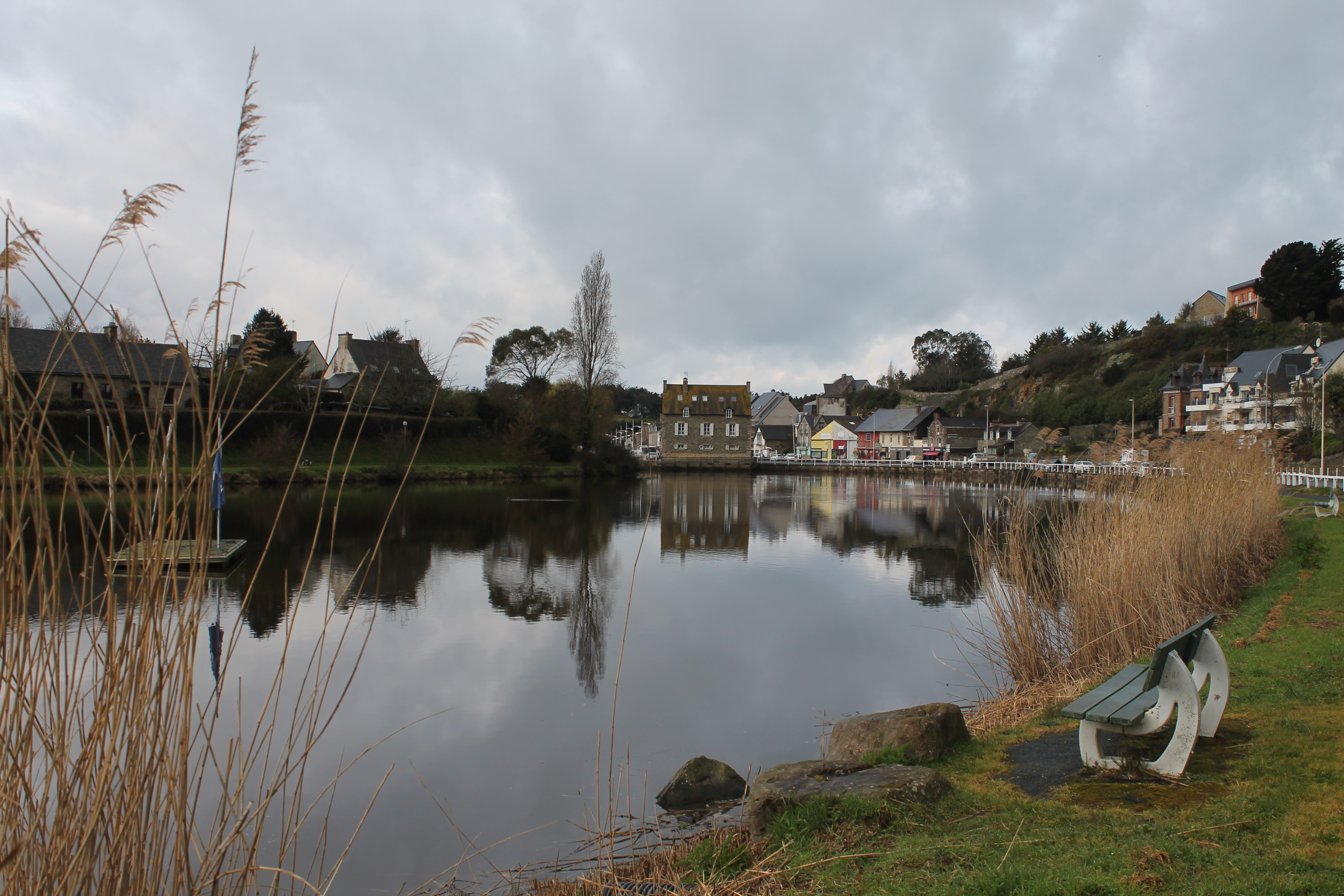
Étang du Vauclair.